# Trachemys
Trachemys es un género de tortugas acuáticas de la familia Emydidae originarias de América con distribución desde los Estados Unidos al norte de Argentina.

## Especies
Incluye dieciséis especies:

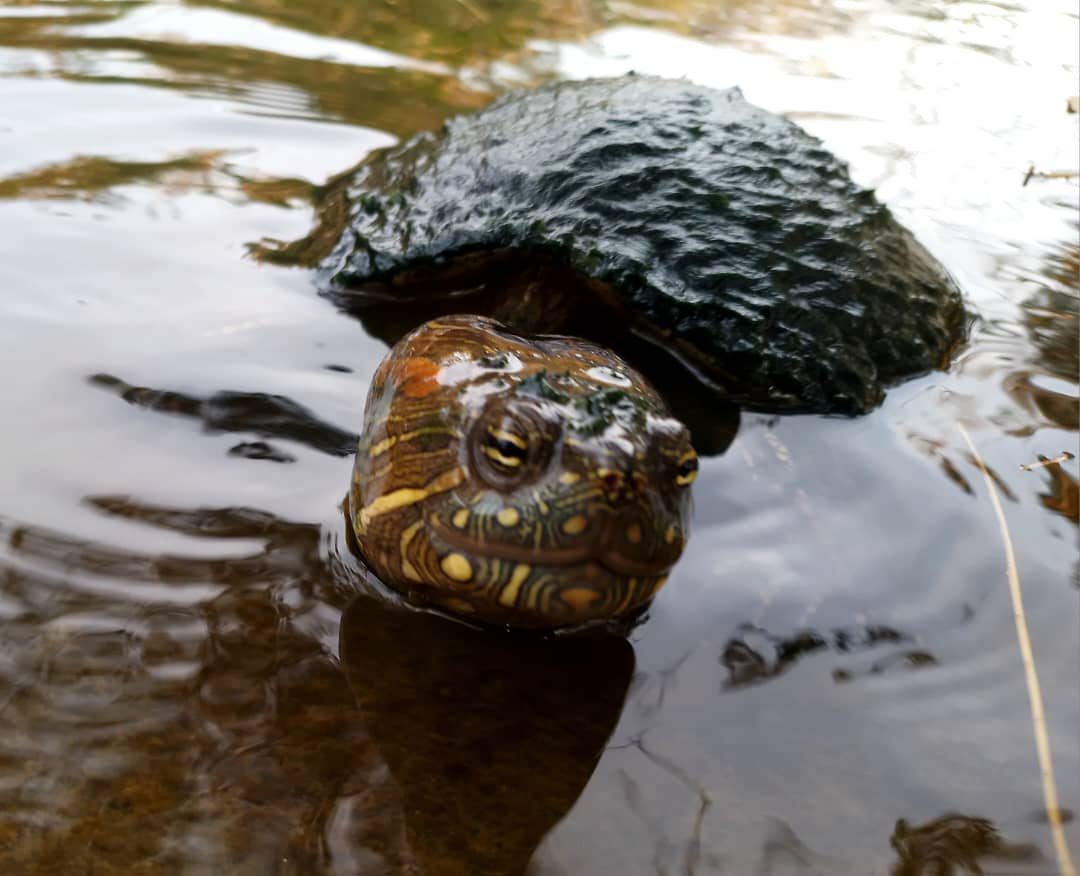
Trachemys callirostris.

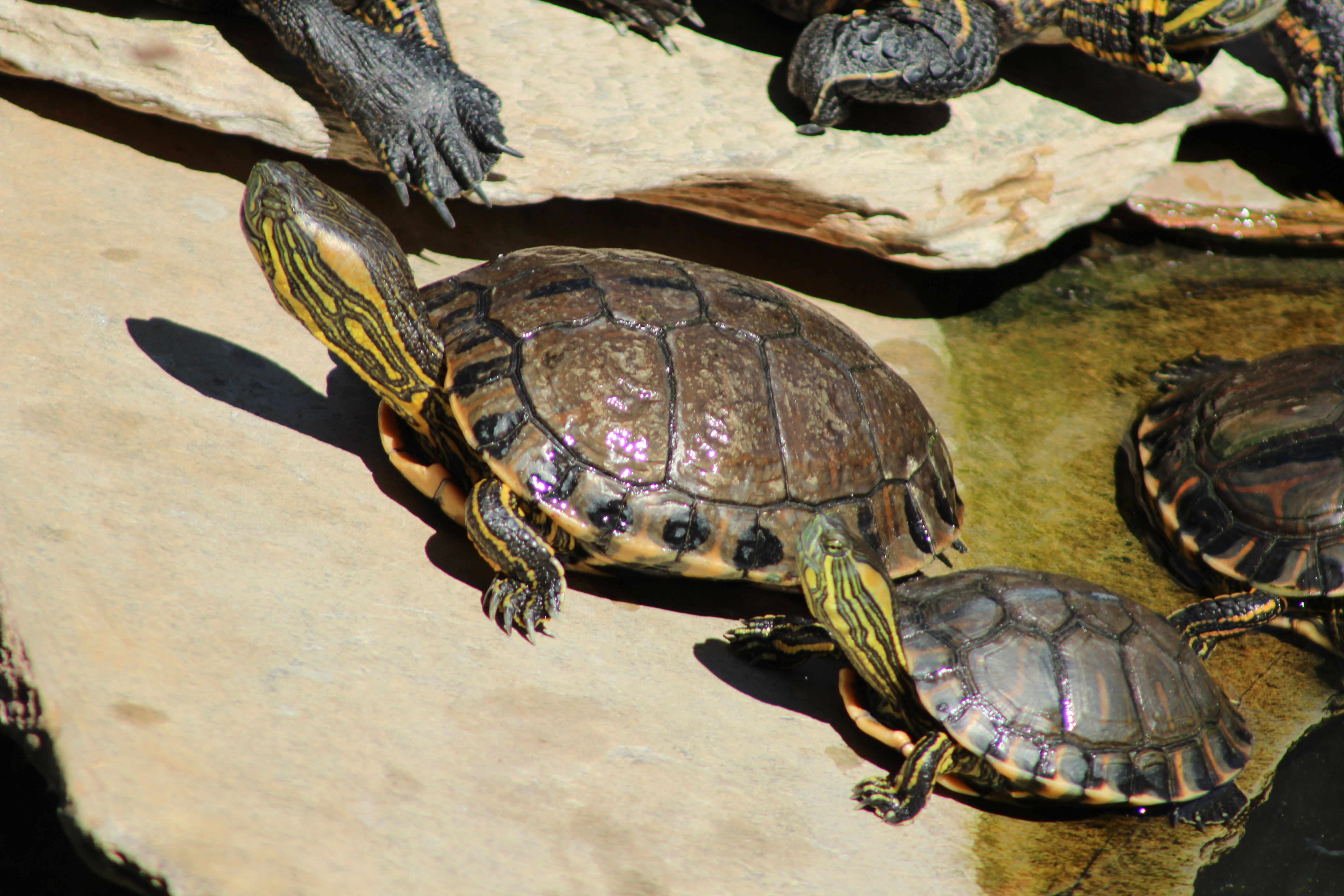
Trachemys dorbigni.

- Trachemys adiutrix Vanzolini, 1995
- Trachemys callirostris (Gray, 1855)
- Trachemys decorata (Barbour & Carr, 1940)
- Trachemys decussata(Gray, 1831)
- Trachemys dorbigni (Duméril & Bibron, 1835)
- Trachemys emolli (Legler, 1990)
- Trachemys gaigeae Hartweg, 1939
- Trachemys grayi (Bocourt, 1868)
- Trachemys nebulosa (Van Denburgh, 1895)
- Trachemys ornata (Gray, 1831)
- Trachemys scripta (Thunberg in Schoepff, 1792) - Tortuga de Florida.
- Trachemys stejnegeri (Schmidt, 1928)
- Trachemys taylori(Legler, 1960)
- Trachemys terrapen (Bonnaterre, 1789)
- Trachemys venusta (Gray, 1855)
- Trachemys yaquia (Legler & Webb, 1970)

### Clasificación filogenética
Con base en análisis moleculares de ADN se ha propuesto una modificación, de manera que la especie T. dorbigni incluiría como subespecie a T. adiutrix; la especie T. grayi incluiría como subespecies T. emolli y T. venusta panamensis y;  la especie T. ornata incluiría como subespecies T. callirostris y T. venusta, así:
- Trachemys dorbigni (Duméril & Bibron, 1835)
  - Trachemys dorbigni dorbigni
  - Trachemys dorbigni adiutrix
- Trachemys grayi (Bocourt, 1868)
  - Trachemys grayi grayi
  - Trachemys grayi emolli
  - Trachemys grayi panamensis
- Trachemys ornata (Gray, 1831)
  - Trachemys ornata ornata
  - Trachemys ornata callirostris
  - Trachemys ornata chichiriviche
  - Trachemys ornata venusta
  - Trachemys ornata cataspila